# 美景不可及
《美景不可及》（英語：Everything Beautiful Is Far Away）是一部2017年獨立科幻奇幻電影，由皮特·歐斯自編自導，安德里亞·西森聯合執導，茱莉娅·加纳和約瑟夫·克羅斯主演。電影在2017年洛杉磯電影節的競賽單元中首映，並獲得了美國小說電影攝影獎。

## 劇情大綱
勒納特是一個旅人，正在穿越一片貧瘠的沙漠，在成堆的垃圾中挖掘，試圖為他的同伴蘇珊打造一個身體，蘇珊是一個沒有反應的機器人頭，掛在他的背包後面。兩人遇到了蘿拉，她是一位缺乏生存技能但充滿活力的年輕女子，憑藉堅定的決心彌補了這一不足。這個不太可能的三人組在嚴酷的沙漠中航行，尋找傳說中的水晶湖，可以補充他們枯竭的資源並重振他們繼續前進的意志。

## 演員
- 約瑟夫·克羅斯 飾 勒納特
- 茱莉婭·加納 飾 蘿拉
- 姬莉安·梅爾 飾 蘇珊
- 李升熙 飾 陌生人

## 外部連結
- 官方网站
- 互联网电影数据库（IMDb）上《美景不可及》的资料（英文）
- MANALI PICTURES （页面存档备份，存于）